# Ilsea dilucida
Ilsea dilucida är en fjärilsart som beskrevs av William Schaus 1914. Ilsea dilucida ingår i släktet Ilsea och familjen nattflyn. Inga underarter finns listade i Catalogue of Life.